# دریاچه کوی‌جغیز
دریاچه کوی‌جغیز (انگلیسی: Lake Köyceğiz) یک دریاچه در استان موغله کشور ترکیه است.